# Tremila anni di attesa
Tremila anni di attesa (Three Thousand Years of Longing) è un film del 2022 diretto da George Miller.
La pellicola è l'adattamento cinematografico di uno dei racconti della raccolta del 1994 Il genio nell'occhio d'usignolo (The Djinn in the Nightingale's Eye), scritta da Antonia Susan Byatt.

## Trama
Alithea Binnie è una studiosa britannica di narratologia. Durante un viaggio a Istanbul, acquista un'antica boccetta che scopre essere abitata da un Genio, che si offre di esaudire tre suoi desideri – purché siano veramente desideri del suo cuore – cosicché lui sia libero di tornare nel Regno dei Geni, con alcune leggi che non possono essere violate: si possono esprimere al massimo tre desideri, non si può desiderare un numero illimitato di desideri, non si può desiderare la vita eterna perché è nella natura dell'uomo la mortalità, e non si possono assolvere i peccati né porre fine a tutte le sofferenze. Inizialmente Alithea non vuole, preoccupata di essere nuovamente vittima delle sue allucinazioni, così, per convincerla, il Genio le racconta tre storie del suo passato.
Nella prima storia la regina di Saba, sua cugina e amante, accetta il corteggiamento di re Salomone, il quale intrappola il Genio in una boccetta che viene afferrata da un uccello e gettata nel Mar Rosso. 2500 anni dopo, la boccetta viene recuperata dal fondale da alcuni pescatori e usata come pietra in un muro.
L'oblio di un genio
Nella seconda storia, la boccetta viene ritrovata da Gülten, una concubina che vive nel palazzo del sultano Solimano. Gülten esprime i primi due desideri, ovvero che il figlio primogenito del Sultano, Mustafa, si innamori di lei e di poter rimanere incinta, ma prima di poter esprimere il terzo desiderio Mustafa viene accusato di tradimento e ucciso per ordine di suo padre su istigazione di Hürrem, favorita di Solimano, che voleva così aprire la strada per il trono ai suoi figli convincendo il compagno che Mustafa stesse cospirando contro di lui; nonostante i tentativi del Genio di salvarla, anche Gülten, incinta, viene uccisa a sua volta. Non essendo stato in grado di esaudire il terzo desiderio della sua padrona e di completare il proprio compito, il Genio diventa invisibile e inconsistente, privo della capacità di farsi percepire da chiunque. 
Due fratelli e una gigantessa
Per cento anni, il Genio vaga per il palazzo, cercando di comunicare con chicchessia, ma senza alcun successo. Questo fino all'epoca dei sultani Murad IV e Ibrahim I, figli della reggente Kösem. Per un momento riesce quasi a catturare l'attenzione di Murad (l'unico che sembra percepire la sua presenza). Tuttavia, il giovane sultano va in guerra e diventa un sovrano spietato e sanguinario, morendo ancora giovane per alcolismo. Suo fratello Ibrahim, minorato mentale, diventa il nuovo sultano e sviluppa un feticismo per le concubine obese; la sua preferita, Zolletta di Zucchero, vaga per il palazzo, fino a un bagno segreto dove scopre la boccetta dopo essere scivolata su una pietra, rompendola; il Genio le appare e la supplica disperatamente di esprimere il terzo desiderio ma lei, dichiarando che tutti i Geni sono degli ingannatori, desidera che venga nuovamente imprigionato nella boccetta, che finisce in fondo al Bosforo.
La conseguenza di Zefir...
Verso la metà del XIX secolo, la boccetta viene recuperata dal ventre di un pesce da un ricco e vecchio mercante che poi la regala alla sua terza e giovane moglie, Zefir. Lei desidera innanzitutto una conoscenza onnicomprensiva, che il Genio le concede sotto forma di libri, e poi di sognare come fanno i Geni, ma da sveglia. Nonostante l'amore che si sviluppa tra loro (definito dal Genio più forte di quello che aveva provato per Saba e per la propria stessa libertà) e il fatto che Zefir rimanga incinta di suo figlio, il Genio è riluttante nel lasciarle esprimere il terzo e ultimo desiderio perché porrebbe fine al loro legame. Lei lo accusa di volerla tenere in trappola come suo marito, allora per placarla il Genio si offre di imprigionarsi in una nuova boccetta ogni volta che lei lo desidera, ma in un momento di rabbia, Zefir desidera dimenticare di averlo mai incontrato.
A questo punto Alithea, commossa e resasi conto di essersi innamorata del Genio, desidera che lui la ami così come aveva amato Zefir. I due passano la notte facendo l'amore e il mattino dopo tornano a Londra, dove il Genio accompagna Alithea al lavoro ed esplora il mondo moderno imparando tutto sulle nuove tecnologie.
Un giorno, Alithea scopre che il Genio sta diventando più debole a causa della cella radio della città e delle trasmissioni satellitari, che interagiscono con la sua fisiologia elettromagnetica, deteriorando il suo corpo e trasformandolo lentamente in cenere. Trovandolo gravemente malato, Alithea usa il suo secondo desiderio per risvegliarlo dallo stato di incoscienza in cui è caduto. Nonostante la sua sofferenza, però, il Genio fa molti sforzi per continuare ad accontentare Alithea e vivere la loro storia d'amore. In quel momento, la protagonista si rende conto di aver sbagliato a desiderare l'amore del Genio, dato che, in questo modo, lo ha privato della libertà di scelta. Così, utilizza il suo terzo e ultimo desiderio per liberare il Genio e permettergli di tornare nel suo regno.
Tre anni dopo, Alithea ha pubblicato un libro ispirato ai racconti del Genio, come un tempo aveva fatto con il suo amico immaginario d'infanzia. Mentre è al parco, vede il Genio, in perfetta salute, avvicinarsi a lei dall'altra parte; i due attraversano il parco tenendosi per mano, mentre la voce fuori campo di Alithea rivela che il Genio le ha promesso di tornare finché fosse vissuta.

## Produzione
Le riprese del film sono iniziate nel novembre 2020 in Australia.
Il budget del film è stato di 60 milioni di dollari.
Il film è dedicato ad Angela, madre del regista George Miller, e a Rena, parente del produttore Doug Mitchell.

## Promozione
Il primo teaser trailer del film è stato diffuso il 18 maggio 2022, mentre il trailer esteso il 20 maggio.

## Distribuzione
Il film è stato presentato fuori concorso alla 75ª edizione del Festival di Cannes il 20 maggio 2022 e distribuito nelle sale cinematografiche statunitensi a partire dal 31 agosto dello stesso anno, mentre in Italia è stato distribuito su Prime Video a partire dall'8 giugno 2023.

### Divieti
Negli Stati Uniti il film è stato vietato ai minori di 17 anni per la presenza di "contenuti sessuali, violenza e nudità".

## Accoglienza
Sull'aggregatore Rotten Tomatoes il film riceve il 71% delle recensioni professionali positive con un voto medio di 6,5 su 10 basato su 216 critiche, mentre su Metacritic ottiene un punteggio di 61 su 100 basato su 45 critiche.
Al Festival di Cannes 2022 il film ha ricevuto una standing ovation di sei minuti.